# Achemone
Nella mitologia greca, Achemone era il nome di un titano.

## Il mito
Achemone, insieme ad un suo pari, insultò a lungo Eracle, non credendo alla sua natura divina. L'eroe, allora, decise di punirlo e umiliarlo.

### Altre versioni del mito
Secondo un'altra versione del mito, Achemone era un ciclope, che assieme al fratello Basala viveva di brigantaggio nell'isola di Pitecusa (nel mar Tirreno). Il giorno in cui i due Ciclopi assalirono Eracle, che si trovava nei pressi a dormire, il forzuto eroe li appese per i piedi all'estremità della propria clava e se li caricò sulle spalle. Eracle, poi, divertito da una loro spiritosa osservazione, li perdonò e li lasciò liberi.
In un'altra versione, Achemone è la madre di Laodamia, avuta con Bellerofonte.

### Moderna
- Anna Ferrari, Dizionario di mitologia, Litopres, UTET, 2006, ISBN 88-02-07481-X.